# Famille Grognier
La famille Grognier est une famille française originaire de Picardie, puis établie à Aurillac (Cantal) au XVIIIe siècle.

## Filiation

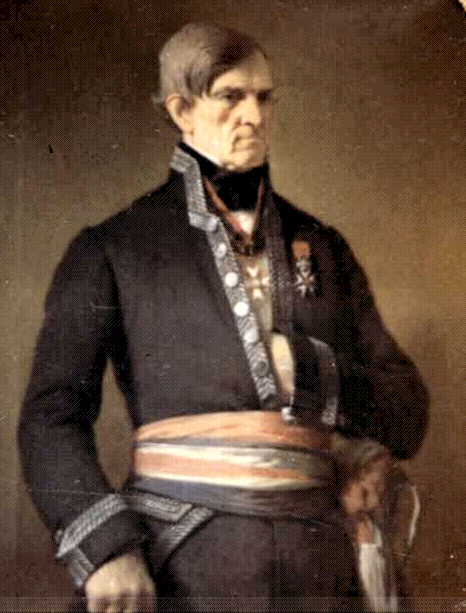
Louis-Furcy Grognier (1787-1863), portrait à l'huile par Éloy Chapsal

- Antoine Grognier (1744-1787), fils de Furcy et de Toinette Pépin, fille de Joseph Pépin, notaire royal à Aurillac, était huissier audiencier au bailliage d'Aurillac, à la suite de son père qui était venu s'établir en Auvergne. En 1776, il fut interdit d'exercer sa charge par un arrêt du parlement de Paris[1]. Il se maria deux fois, d'abord en 1772 avec Françoise Bruel, dont il eut quatre enfants, dont trois fils ayant le même prénom de Louis-Furcy, ensuite en 1785 avec Suzanne Combe dont il eut un quatrième fils prénommé lui aussi Louis-Furcy :
  - Louis-Furcy Grognier (1774-1837), directeur de l'École nationale vétérinaire de Lyon. Il se maria avec Julie Magne (sœur de Jean-Henri Magne) et ils eurent deux filles, Marthe mariée en 1809 à Laurent Récamier, neveu du banquier Jacques Récamier (1751-1830) et de Juliette Récamier (1777-1849), et Victorine (1795-1838), célibataire, qui lui faisait son secrétariat scientifique.
  - Louis-Furcy Grognier (1777-1832), avocat qui a liquidé la  Société des Chinchons[2]. D'après la correspondance de Me Joseph Serieys (1780-1860), c'était le Mirabeau du barreau d'Aurillac, mais il consultait au bistrot avec toujours en main une carafe de curaçao. Il serait mort d'une crise cardiaque dans les bras d'une créature, laissant à sa veuve plus de dettes que de biens[3]. Il avait épousé Hélène Caylus qui possédait la demeure de Dilhac et qui lui donna sept enfants dont :
    - Adolphe Grognier, comédien, amoureux de Rachel Félix, chanteur lyrique, directeur du théâtre de la Monnaie à Bruxelles ;
    - Françoise Grognier, mariée avec Jean-Baptiste Geneste (1764-1844), lieutenant civil au présidial, propriétaire du château d'Estang ;
    - Urbain Grognier (1820-1871), marié à Justine Delmas, fille de Justin Delmas (1796-1876), préfet de Toulouse, puis secrétaire général du ministère de l'Intérieur, et de Joséphine Beynaguet. Ils eurent une fille, Hélène (1847-1907), mariée à Alfred Delpech de Frayssinet (1846-1899), qui a laissé des mémoires et des essais manuscrits.

  - Louis-Furcy Grognier (1783-1817), sculpteur, graveur en orfèvrerie, marié à Fortunée Arnaud (1789-1841), dite Arnaud-Grognier, orfèvre réputée, fille de Jean-Baptiste Arnaud, directeur de la Monnaie de Lyon et de Marie Privas. Il subsiste d'elle de nombreux vases sacrés, ainsi qu'un portrait par Anthelme Trimolet. Sa tante Félicité Arnaud était mariée à Jean-François Sieyès, frère de l'abbé Sieyès. Ils eurent six enfants dont :
    - Jean-Jacques Grognier (1810-1888), ingénieur de l'École des Mines, directeur des canaux du Rhône, qui épousa Louise-Judith Bernard, proche parente du receveur des finances et banquier lyonnais Jean Bernard, dont la fille est devenue Juliette Récamier.
      - dont postérité patronymique jusqu'au début du XXIe siècle.

    - Camille Grognier qui eut quatre filles religieuses, l'aînée Hélène Grognier qui restaura le couvent du Verbe-Incarné à Lyon en 1833 et Belmont-de-la-Loire en 1840 dont elle devint supérieure, et un fils Charles Grognier qui fut prêtre de la Compagnie de Jésus.
    - Marie Grognier, mariée avec l'historien Louis Henri Monin (1804-1866), auteur en 1832 d'une thèse renouvelant le texte de la Chanson de Roland et d'autres travaux sur le Languedoc.

  - Louis-Furcy Grognier (1787-1863), maire d'Aurillac, demi-frère des précédents.

## Non rattaché
- François Grognier (vers 1650-1686) fut un célèbre flibustier, dont Raveneau de Lussan rapporta la vie à la fin du XVIIe siècle.

## Armes et devise
- Armes : « De gueules à la flèche d'or posée en bande »
- Devise : « Vite et droit »

## Publications
- Louis-Furcy Grognier, La Foire de la Saint-Urbain ou Le diseur de bonne aventure, vaudeville manuscrit, 1 cahier papier (28 folios), 1809 (Archives départementales du Cantal)